# 塩沢大定
塩沢 大定（しおざわ だいじょう、1919年11月24日 - 2008年8月4日）は、日本の僧侶。長野県出身。

## 概要
臨済宗南禅寺派大本山南禅寺の元管長。南禅寺の塔頭天授庵の出で、書にすぐれた才能をもっていた。2008年8月4日、肺炎のため死去。葬式の際は現天授庵住職の佐藤祖亮が喪主を務めた。